# 平山郁夫

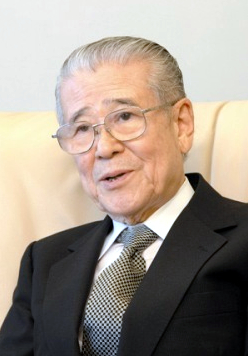
平山郁夫

平山郁夫（日语：／ Hirayama Ikuo，1930年6月15日—2009年12月2日），是一位日本画家，教育家。日本美术院理事长。

## 生平
1930年出生在廣岛縣丰田郡瀨戶田町（現 尾道市瀨戶田町），1952年毕业于东京美术学校（现东京艺术大学）。1959年，平山郁夫以《佛教传来》在日本美术界崭露头角，其后代表作有《入涅槃幻想》《受胎灵梦》等，并逐渐成为日本最顶尖的画家。1973年担任东京艺术大学美术系教授。1988年担任联合国教科文组织亲善大使。1992年担任日本中国友好协会会长。2005年担任日韩友情年日方实行委员长。同年还担任东京国立博物馆特任馆长和平城迁都1300年记念事业特别顾问。2008年4月在北京中国美术馆举行“平山郁夫艺术展”。
2009年12月2日中午12时38分，因为脑梗塞在东京一家医院去世，享年79岁。

## 家庭
妻子是平山美知子，儿子是古生物学家平山廉。

## 荣誉
- 1992年被授予早稻田大学名誉博士
- 1996年被授予法国荣誉军团勋章
- 1998年被授予文化勋章
- 2001年被授予拉蒙·麦格塞塞奖
- 2002年被中国政府授予文化交流贡献奖
- 2004年被大韩民国政府授予修交勋章与仁章
- 2004年被授予朝日奖

## 另見
- 佐川美术馆：位於滋賀縣守山市，平山郁夫的個人美術館
- 平山郁夫美术馆：位於廣島縣尾道市
- 平山郁夫丝绸之路美术馆：位於山梨縣北杜市